# Marcos de Ostos
Marcos de Ostos (Écija, 1º maggio 1644 – Calvanico, 19 novembre 1695) è stato un arcivescovo cattolico spagnolo.

## Biografia
Marcos de Ostos nacque nel castello di Écija il 1º maggio 1644.
L'11 novembre 1691 fu scelto direttamente dal re Carlo II di Spagna e V di Napoli per succedere al defunto Gerolamo Passarelli come arcivescovo di Salerno, ma dovette attendere fino al 25 giugno 1692 perché la sua nomina fosse confermata da papa Innocenzo XII. Ricevette la consacrazione episcopale il successivo 30 giugno dalle mani del cardinale Ferdinando d'Adda, co-consacranti il vescovo di Melfi e Rapolla Tommaso de Franchi e il vescovo di Andria Francesco Antonio Triveri.
Il 9 novembre 1695, mentre si trovava in visita pastorale a Calvanico, venne colto da un malore e fu costretto a fermarsi in paese. Il 17 dello stesso mese venne ritrovato privo di sensi nel suo letto e due giorno dopo morì. Il suo corpo fu riportato a Salerno e fu sepolto in cattedrale.

## Genealogia episcopale
La genealogia episcopale è:
- Arcivescovo Dominic Maguire, O.P.
- Cardinale Ferdinando d'Adda
- Arcivescovo Marcos de Ostos, O. de M.